# Santa Maria (Azori)
Otok Santa Maria (portugalski za Svetu Mariju) je jedan od otoka u Azorskom otočju, a nalazi se na jugoistoku otočja. Ovo je prvi otok koji je otkriven u Azorima.

## Zemljopis
Geografski se otok može podijeliti na dva dijela. Prvi dio sastoji se od ravničarskog suhog područja na kojem se nalazi Vila do Porto koje je jedino naseljeno mjesto na otoku, a u tom dijelu nalazi se i zračna luka koju su Amerikanci koristili do kraja drugog svjetskog rata. Drugi dio otoka je brdovito područje gdje se nalazi Pico Alto (590 m), najviša točka otoka. Zbog zadržavanja oblaka ovo područje je bogato padalinama, te time i vegetacijom.

## Povijest
Otok je 1427. otkrio Diogo Silves na svojem putu za Madeiru. Najzaslužnija osoba za naseljavanje ovog otoka je redovnik Gonçalo Velho koji je ovdje doveo obitelji i stoku. Otok je poznat po Kolumbovom posjetu 1493., kada se vraćao iz Amerike u Europu.
Godine 1989. na otoku se dogodila velika zrakoplovna nesreća, kada se zrakoplov Boeing 707 zabio u Pico Alto, pri čemu je poginulo 137 putnika, te sedam članova posade.

## Vanjske poveznice
- Fotografije otoka  Arhivirana inačica izvorne stranice od 7. rujna 2009. (Wayback Machine)